# 642
| [ Edytuj tabelę ]          |                                       |
| Cesarz Bizancjum           | - 641 Konstans II 668                 |
| Cesarz Chin                | - 626 Tang Taizong 649                |
| Król Essexu                | - 617 Sigeberht I Mały 653            |
| Król Franków w Austrazji   | - 639 Sigebert III 656                |
| Król Franków w Neustrii    | - 639 Chlodwig II 658                 |
| Cesarz Japonii             | - 642 Kōgyoku 645                     |
| Kalif                      | - 634 Umar ibn al-Chattab 644         |
| Król Kentu                 | - 640 Earconbert 664                  |
| Patriarcha Konstantynopola | - 641 Paweł II 653                    |
| Władca Korei               | - 618 Yŏngnyu 642 - 642 Pojang 668    |
| Król Longobardów           | - 636 Rotari 652                      |
| Król Mercji                | - 626 Penda 655                       |
| Król Nortumbrii            | - 634 Oswald 642                      |
| Papież                     | - 640 Jan IV 642 - 642 Teodor I 649   |
| Król Persji                | - 632 Jezdegerd III 651               |
| Król Wizygotów             | - 639 Tulga 642 - 642 Chindaswint 649 |

Rok 642 / DCXLII
stulecia: VI wiek ~
VII wiek ~
VIII wiek

lata: 632 «
637 «
638 «
639 «
640 «
641 «
642
» 643
» 644
» 645
» 646
» 647
» 652

## Wydarzenia
- 18 lutego – Kōgyoku jako druga kobieta w historii została cesarzową Japonii.
- 30 kwietnia – Chindaswint został królem Wizygotów.
- 5 sierpnia – Bitwa pod Maserfield pomiędzy Mercją a Northumbrią. Oswald z Nortumbrii poległ i został ogłoszony świętym.
- 24 listopada – Teodor I wybrany papieżem.

Data dzienna nieznana:
- Bitwa pod Nahawandem, Arabowie pokonali Persów.

## Zmarli
- 5 sierpnia – Oswald z Nortumbrii (ur. 604)
- 12 października – Jan IV, papież